# Теплицький район
Те́плицький райо́н — колишня адміністративно-територіальна одиниця, розташована у південно-східній частині Вінницької області. Територія району становить 800 км². Адміністративний центр — смт Теплик. Населення становить 27 818 (01.01.2018).

## Географія
Теплицький район розташований у зоні лісостепу. Територія району межує з Гайсинським, Бершадським, Тростянецьким районами Вінницької області та Христинівським районом Черкаської області.
Для даної місцевості характерний плоскорівнинний тип рельєфу. Територія всіх господарств має високий ступінь розореності (84,9%), що значною мірою сприяє розвитку як водної, так і вітрової ерозії. Переважним типом ґрунтів у районі є чорноземи типові середньосуглинкові слабозмиті. За походженням вони належать до найродючіших в Україні ґрунтів, що обумовлено наявністю в них гумусованого профілю глибиною до 100–120 см.
Районний центр Теплик — селище міського типу (з 1956 р.), розташоване за 130 км від Вінниці, за 7 км від залізничної станції Кублич.

## Адміністративний устрій
Район адміністративно-територіально поділяється на 1 селищну та 25 сільських рад, які об'єднують 48 населених пунктів та підпорядковані Теплицькій районній раді. Адміністративний центр — смт Теплик.

## Населення
Національний склад населення за даними перепису 2001 року:
| Національність | Кількість осіб | Відсоток |
| -------------- | -------------- | -------- |
| українці       | 34714          | 98,46%   |
| росіяни        | 333            | 0,94%    |
| вірмени        | 46             | 0,13%    |
| молдовани      | 38             | 0,11%    |
| білоруси       | 30             | 0,09%    |
| інші           | 97             | 0,28%    |

Мовний склад населення за даними перепису 2001 року:
| Мова       | Кількість осіб | Відсоток |
| ---------- | -------------- | -------- |
| українська | 34840          | 98,81%   |
| російська  | 306            | 0,87%    |
| вірменська | 32             | 0,09%    |
| молдовська | 26             | 0,07%    |
| білоруська | 13             | 0,04%    |
| інші       | 41             | 0,12%    |

Населення району становить 30 776 жителів, з них 27,1 тис. осіб або 80% — це сільське населення.

## Влада
Голова районної ради:
- Романюк Василь Іванович

Голови РДА:
- Кравченко Олександр Федорович
- Малярчук Василь Григорович
- Романюк Василь Іванович
- Марцин Людмила Іванівна

## Політика
25 травня 2014 року відбулися Президентські вибори України. У межах Теплицького району було створено 46 виборчих дільниць. Явка на виборах складала — 71,74% (проголосували 16 577 із 23 108 виборців). Найбільшу кількість голосів отримав Петро Порошенко — 50,55% (8 379 виборців); Юлія Тимошенко — 25,82% (4 281 виборців), Олег Ляшко — 8,52% (1 413 виборців), Анатолій Гриценко — 7,10% (1 177 виборців). Решта кандидатів набрали меншу кількість голосів. Кількість недійсних або зіпсованих бюлетенів — 0,77%.

## Економіка
Основні соціально-економічні показники розвитку економіки району за 2010 рік дають підстави стверджувати, що в районі простежується стійка тенденція до економічного зростання, що супроводжується структурною перебудовою економіки та поступовим покращенням показників рівня життя населення району.

### Промисловість
У структурі промислового комплексу Теплицького району провідною галуззю є харчова промисловість та переробка сільськогосподарської продукції.
На території району діє 5 промислових підприємств: ТОВ «Теплицький молокозавод», Бджільнянський спиртзавод, Міжгосподарський комбінат хлібопродуктів, Удицький цукровий завод.

## Транспорт
Територією Тепличчини проходять залізничні сполучення: Христинівка — Вапнярка, Гайворон — Вінниця. Довжина залізничного шляху, що проходить Теплицьким районом становить близько 50 км. На території району є такі залізничні станції: Кублич, Розкошівка (напрямок Христинівка — Вапнярка); Орлик, Дукля, Антонівка (напрямок Гайворон — Вінниця).
Територією району пролягають автобусні маршрути обласних сполучень. У сусідні райони автобуси ходять 1-2 рази на добу. У села району — від разу на тиждень до кількох раз на добу. Автомобільні шляхи: E50, Р54, Т 0224 та Т 0226.

## Пам'ятки
- Пам'ятки архітектури Теплицького району
- Пам'ятки історії Теплицького району
- Пам'ятки монументального мистецтва Теплицького району
- Пам'ятки археології Теплицького району